# أجنحة حركة فتح العسكرية
سنعرض في هذه القائمة جميع أجنحة حركة فتح العسكرية على مر تاريخها وكيف خرجوا وكيف إنطلقوا وكيف تأسسوا ومن أسسهم.
ظهر لحركة فتح (6 أجنحة عسكرية) يشتغل حالياً منهم حالياً فقط (3 أجنحة عسكرية) وتشتغل فقط حالياً في قطاع غزة.

## العاصفة
- الجناح العسكري الرئيسي سابقاً

إنطلقت حركة فتح تحت اسم قوات العاصفة بتاريخ 1 يناير من عام 1965، وظهرت على يد ياسر عرفات ، وخليل الوزير ، وعادل عبد الكريم ياسين ، وعبد الله الدنان ، وتوفيق شديد.

## الفهد الأسود
- جناح عسكري سابق

مجموعات الفهد الأسود:ظهرت المجموعات في الانتفاضة الفلسطينية الأولى ، على يد خليل الوزير أحد مؤسسين الحركة في عام 1965 ، وانتشرت في جنين في بلدة قباطية على يد أحمد عوض كميل (الأسير المحرر).

## صقور الفتح
- جناح عسكري سابق

مجموعات صقور فتح:ظهرت مجموعات صقور فتح على يد أحمد طبوق أحد قيادات مجموعات الفهد الأسود (سابقاً) في نابلس ، وانتشرت في قطاع غزة

## شهداء الأقصى
- الجناح العسكري الرئيسي الحالي

كتائب شهداء الأقصى:ظهرت الكتائب على يد رائد الكرمي في طولكرم ، وكانت في البداية مجموعة عسكرية صغيرة باسم (مجموعات ثابت ثابت) للثأر لدم ثابت ثابت أمين سر حركة فتح في طولكرم ، حتى أعلنت حركة فتح الظهور عسكرياً في الانتفاضة الفلسطينية الثانية تغير اسم هذه المجموعات إلى اسم كتائب شهداء الأقصى وإنتشرت في كل أنحاء الوطن، وأصبحت البديلة لقوات العاصفة (الجناح العسكري الرئيسي السابق) ، وأصبحت هي (الجناح العسكري الرئيسي إلى وقتنا هذا).

## أبو الريش
- جناح عسكري حالي

كتائب الشهيد أحمد أبو الريش:على يد عمرو أبو ستة أحد قيادات صقور الفتح (سابقاً) ، وزكي أبو زرقة (صديقه) ، وكان هدفها هو الثأر لدم أحمد أبو الريش أحد قيادات صقور الفتح (سابقاً).